# Lamberet
Das französische Unternehmen Lamberet SAS mit Sitz in Saint-Cyr-sur-Menthon bei Bourg-en-Bresse ist einer der größten Hersteller von Kofferaufbauten für Kühlwagen-Nutzfahrzeuge in Europa. 

## Geschichte
Im Jahr 1965 gründete Paul Lamberet das Unternehmen in Vonnas, Frankreich. Die ersten Produkte waren hauptsächlich Kühlaufbauten für kleinere Transporter. Die Entwicklung eines patentierten Sandwichpaneels in Leichtbauweise und der darauf folgende Umzug nach Saint-Cyr-sur-Menthon ermöglichten ein stetiges Wachstum im Kühlkofferbereich. Der erste Sattelauflieger im Tiefkühlbereich wurde im Jahr 1973 vorgestellt.
Im Jahr 1990 übernahm Philippe Lamberet, Sohn von Paul Lamberet, die Geschäftsleitung der Lamberet Gruppe.
Um das Wachstum weiter anzukurbeln, wurde der Vertrieb auf das gesamte Europa ausgeweitet und eigene Vertriebs- und Werkstattniederlassungen in Deutschland, Spanien, England und Italien gegründet. Im Laufe der Jahre entstanden ebenfalls zahlreiche Partnerschaften mit Fahrzeugbauunternehmen in ganz Europa. Im Jahr 2000 wurde durch Übernahme des Wettbewerbers Isomet im Sarreguemines eine weitere Produktionsstätte erschlossen. Die Eingliederung der Isomet GmbH in Saarbrücken im Jahr 2001 mit deren Vertriebsoperation war ein weiterer Schritt zur Erhöhung der Fertigungskapazitäten. Durch die Einführung des Sattelaufliegers SR01 im Jahr 2000 konnte sich Lamberet längere Zeit als europäischer Marktführer im Kühlfahrzeugsegment behaupten.

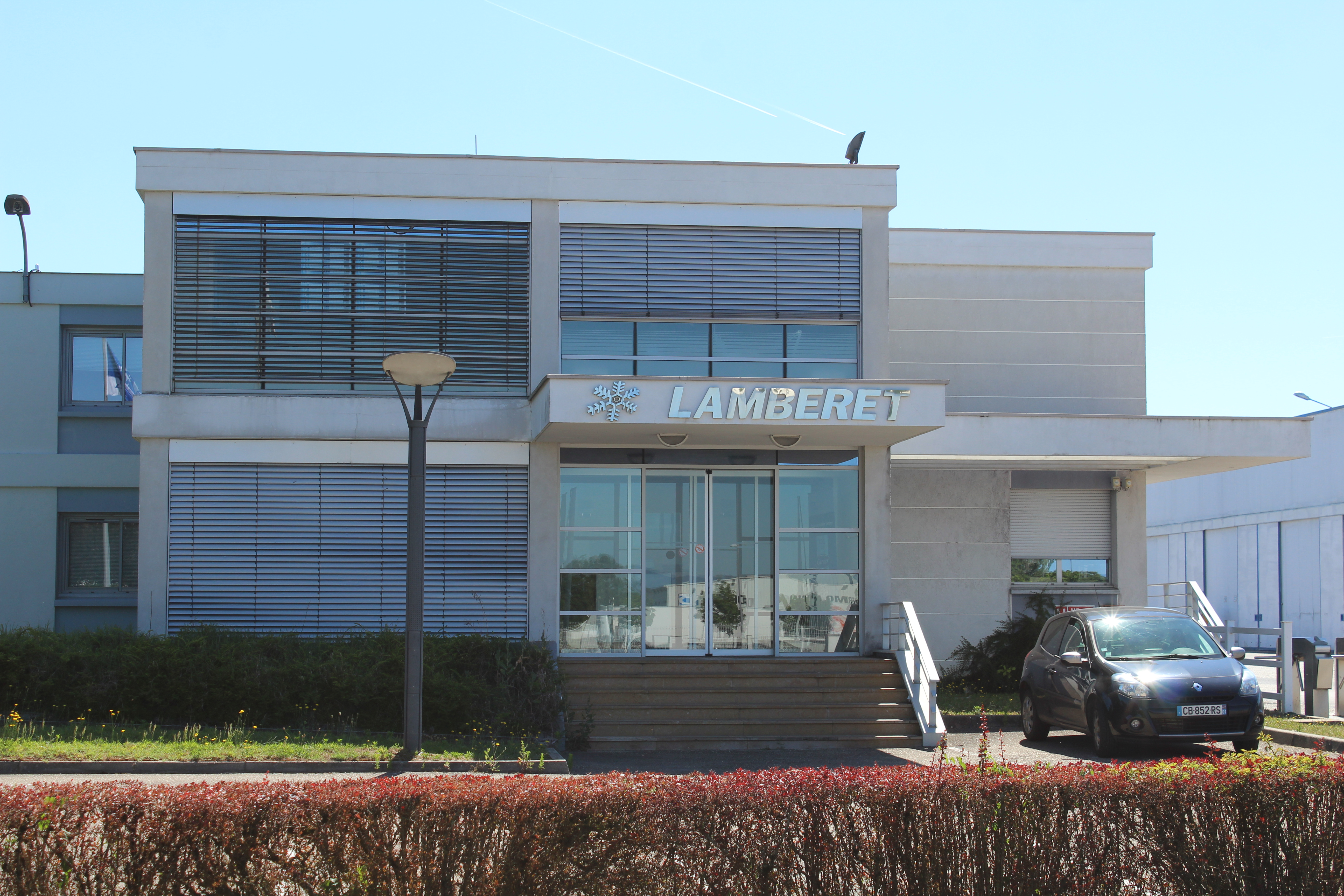
Sitz des Unternehmens in Saint-Cyr-sur-Menthon

Zur bisher letzten Übernahme des Unternehmens wurde der Spezialist im Segment Kühl- und Tiefkühltransporter Kerstner, an dem Lamberet im März 2004 eine Mehrheitsbeteiligung übernahm und damit eine Erweiterung der gesamten Produktpalette vornehmen konnte. Die Einführung der Modelle Frigoline (Kofferaufbau für Fahrzeuge zwischen 3,5t zGG und 5,5t zGG) im Jahr 2005 und SR2 Futura (Sattelauflieger) im Jahr 2006 entsprachen weiter der innovativen Vorreiterschaft im Kühlfahrzeugsegment. Im Geschäftsjahr 2007 wurden rund 8200 Kühlkoffer produziert. Nach Unternehmensangaben betrug der Anteil des Sattelaufliegers SR2 um 2.500 Stück per anno (2007). Zum 40-jährigen Firmenjubiläum erschien das Buch "LAMBERET – 40 ans à la conquête du froid" (ISBN 2-915585-23-7), welches in den Sprachen französisch und englisch einen Rückblick auf die 40-jährige Firmengeschichte eröffnet.
Aufgrund der Wirtschaftskrise musste Lamberet im Jahr 2009 Insolvenz anmelden. Am 7. April 2009 übernahm die Investorengruppe Caravelle die Aktivitäten der Lamberet-Gruppe. Der Marktanteil für die gesamte Produktpalette beträgt in Frankreich ca. 24 % (2009). Basierend auf dem Sattelauflieger „SR2 Futura“ wurde auf der IAA in Hannover im Jahr 2010 die Weiterentwicklung „SR2 Evolution“ vorgestellt. Am 8. Mai 2015 hat Xinfei France 100 Prozent der Anteile an dem Kühlfahrzeughersteller Lamberet SAS erworben. Xinfei France ist die französische Tochter des staatlichen chinesischen AVIC-Konzerns.
Die Lamberet Gruppe verfügt über weltweit 6 Produktionsstätten (Saint-Cyr-sur-Menthon, Frankreich; Sarreguemines, Frankreich; Groß-Rohrheim, Deutschland; Saint-Eusèbe Frankreich; Ho-Chi-Minh-Stadt, Vietnam; und Bangkok, Thailand). Eigenständige Vertriebsniederlassungen mit eigener Endfertigung sind in Italien, Spanien, Deutschland und Frankreich vorzufinden. Insgesamt zählt Lamberet auf ein Netz von circa 140 Vertragspartnern weltweit.

## Produkte
Das Portfolio von Lamberet SAS umfasst ein Sortiment an Kühlfahrzeugen von 1 m³ bis zu 100 m³ Volumen.
- Kerstner-Lamberet verfügt über ein großes Sortiment an internen Isolierungen für diverse Kastenwagen und Transporter.
- plancher cabine: Tiefbodenkofferaufbau
- Frigoline / New Frigoline: Kofferaufbau für Fahrgestelle von 3,5t zGG bis 5,5t zGG
- porteur (5 – 26 Tonnen): Kofferaufbauten für Fahrgestelle von 5t zGG bis 26t zGG
- SR2 Greenliner: Kühlauflieger, der speziell für Langstrecken entwickelt ist.
- SR2 Heavy Duty: Kühlauflieger mit verstärktem Fahrgestell und Heckportal.
- SR2 X-City: Kühlauflieger für optimale Wendigkeit im engen Innenstadtbereich, reduziertem Kraftstoffverbrauch und minimaler Abnutzung der Reifen.
- Wechselaufbau Schiene/Straße: Der Wechselaufbau ermöglicht eine Optimierung der Produktivität des Transports zwischen den logistischen Plattformen.
- Wechselkoffer Straße/Straße: Die Wechselkoffer ermöglichen eine Optimierung der Produktivität des Transports zwischen den logistischen Plattformen.
- Remorques: Drehschemelanhänger, Zentralachsanhänger
- Anhänger 500/750/1300/2000 kg: PKW-Anhänger